# Monnechroma
Monnechroma è un genere di coleotteri appartenente alla famiglia Cerambycidae.

## Tassonomia
- Monnechroma azureum (Demets, 1976)
- Monnechroma hovorei (Giesbert, 1998)
- Monnechroma seabrai (Fragoso & Monné, 1989)
- Monnechroma subpulvereum (Schmidt, 1924)
- Monnechroma tibiale (Giesbert, 1987)
- Monnechroma uniforme (Gounelle, 1911)